# MPEG-2
MPEG-2 standard je ISO/IEC 13818 standard koji specificira audio-video kompresiju. Po pravilu MPEG-2 komprimirani signal višeg je kvaliteta nego u slučaju MPEG-1 kompresije. Ovaj standard specificira parametre prijenosa čini centralni dio digitalne video difuzije (eng. digital video broadcasting — DVB). Glavni cilj MPEG-2 video standarda je definiranje formata koji će se koristiti za opis kodiranog video signala. MPEG-2 standard definira rezultirajući strim bita. Kada je MPEG-2 razvijen, jedini zahtjev je bio da se formira tako da bude dovoljno fleksibilan za upotrebu kod šireg spektra videoaplikacija, koje zahtijevaju binarne protoke do Mbit/s, kao to su HDTV, DVD, interaktivna memorija (eng. interactive storage media — ISM), širokodifuzni (eng. broadcast) servisi, kablovska TV distribucija i interaktivni TV servisi pogodni za fleksibilne mogućnosti mreže, ograničenja u širini mrežnog opsega i kvalitetu slike. U odnosu na MPEG-1 standard, MPEG-2 je uveo sljedeće razlike:
- pretraživanje u poljima, a ne samo u kadrovima,
- generiranje makroblokova tipa 4:2:2 i 4:4:4,
- veličina kadra može biti do 16383 x 16383 piksela,
- može se koristiti nelinearna kvantizacija trakta makrobloka.

Kodni algoritmi u MPEG-2 skoro su isti kao kod MPEG-1. Međutim, MPEG-2 sadrži više mogućnosti, npr. analiza s proredom. MPEG-2 sistemi, audio i video specifikacije su bazirani na odgovarajućim MPEG-1 specifikacijama.
Za MPEG-2 se može reći da se on bavi tehnologijama kompresije i sintakse u bit stream-ovima, u cilju osiguranja prijenosa audio i video signala u širokopojasnim mrežama.

## MPEG-2 standard
MPEG-2 je standard koji se sastoji iz jedanaest dijelova:
- sistemski,
- video,
- audio,
- ispitivanje usklađenosti,
- softverska simulacija,
- digital storage media,
- napredno audio kodiranje (AAC),
- 10-bit video,
- interface u realnom vremenu,
- DSM-CC prilagođeno proširenje i
- upravljanje intelektualnom svojinom i zaštita u MPEG-2 sistemima (IPMP).

## Sistemski
U odnosu na MPEG-1 došlo je do proširenja na:
- okruženje kao što je difuzija,
- hardversko orijentirano procesiranje,
- prijenos više programa simultano bez zajedničke baze te
- prijenos u asinkronom transfer-modu.

## Video
Osnovna kodna arhitektura je ista kao i za MPEG-1 Video uz podršku za isprepletene video formate i za hijerarhijske kodne formate. Određuje opći domet kodiranja sve do HDTV rezolucije.

## Audio
Određuje kodni format za višekanalni audio. Osigurava kompatibilnost s MPEG-1 audio stream-ovima: MPEG-2 Audio je u tehničkom pogledu sličan s MPEG-1 Audio u sva tri layera.

## Ispitivanje usklađenosti
Ovaj sloj obuhvata specifične testove koji omogućavaju provjeru da li sadržaj i dekoderi odgovaraju specifikacijama MPEG-2.

## Softverska simulacija
Softverska simulacija je softver koji koristi alate definirane u sistemskim, video i audio dijelovima i daje tehničko izvješće.

## Digital storage media – command and control (DSM-CC)
DSM-CC obuhvata opće komande i kontrole nezavisno o tipu digitalne memorije, kako bi se predstavile specifične funkcije za MPRG stream-ove. Ove komande se primjenjuju na MPEG-1 streamove i na MPEG-2 programske i transportne streamove.

## Napredno audio kodiranje (AAC)
AAC je standardizirana lossy kompresija i shema kodiranja za digitalni audio. Dizajniran da bude nasljednik MP3 formatu, AAC općenito postiže bolju kvalitetu zvuka nego MP3 na sličnim bitrate-ovima.

## 10-bit video
Ovaj dio je povučen. Rad je prekinut zbog slabog interesa industrije. Odnosio se na 10-bitno kodiranje.

## Interface u realnom vremenu
On određuje dodatne alate za korištenje MPEG-2 sistema za razmjenu podataka u realnom vremenu, koji se koriste u telekomunikacijama.

## DSM-CC prilagođeno proširenje
Ono specificira testove za provjeru da li sadržaji i dekoderi odgovaraju specifikacijama datim za DSM-CC.

## Upravljanje intelektualnom svojinom i zaštita u MPEG-2 sistemima (IPMP)
Ovaj dodatak je uveden radi daljnje specifikacije alata u sistemu koji osigurava da IPMP mogućnosti budu razvijene u sklopu standarda MPEG-4 koji bi koristio stream-ove MPEG-2 sistema.

## Vanjske poveznice
- Information technology -- Generic coding of moving pictures and associated audio information: Systems
- Information technology -- Generic coding of moving pictures and associated audio information: Video
- Information technology -- Generic coding of moving pictures and associated audio information -- Part 3: Audio
- Information technology -- Generic coding of moving pictures and associated audio information -- Part 4: Conformance testing
- Information technology -- Generic coding of moving pictures and associated audio information -- Part 5: Software simulation
- Information technology -- Generic coding of moving pictures and associated audio information -- Part 6: Extensions for DSM-CC
- Information technology -- Generic coding of moving pictures and associated audio information -- Part 7: Advanced Audio Coding (AAC)
- Information technology -- Generic coding of moving pictures and associated audio information -- Part 9: Extension for real time interface for systems decoders
- Information technology -- Generic coding of moving pictures and associated audio information -- Part 10: Conformance extensions for Digital Storage Media Command and Control (DSM-CC)
- Information technology -- Generic coding of moving pictures and associated audio information -- Part 11: IPMP on MPEG-2 systems